# Haifa Tarchoun
Haifa Tarchoun (* 18. Februar 1989) ist eine tunesische Leichtathletin, die im Mittelstreckenlauf antritt.

## Sportliche Laufbahn
Erste internationale Erfahrungen sammelte Haifa Tarchoun 2014 bei den Afrikameisterschaften in Marrakesch, bei denen sie im 800-Meter-Lauf mit 2:16,44 min in der ersten Runde ausschied, wie auch bei den Afrikameisterschaften in Durban zwei Jahre später mit 2:09,49 min. 2017 gewann sie bei den Arabischen Meisterschaften in Radès in 2:17,04 min die Silbermedaille über 800 Meter hinter der Marokkanerin Oumayma Saoud, der sie sich auch im 1500-Meter-Lauf in 4:30,80 min geschlagen geben musste. Zwei Jahre später belegte sie bei den Arabischen Meisterschaften in Kairo in 2:09,29 min Rang vier und schied im August bei den Afrikaspielen in Rabat mit 2:07,28 min im Vorlauf aus und konnte ihren Finallauf über 1500 Meter nicht beenden.
2010 und 2016 wurde Tarchoun tunesische Meisterin im 800-Meter-Lauf.

## Persönliche Bestleistungen
- 800 Meter: 2:02,97 min, 5. Juli 2014 in Oordegem
- 1500 Meter: 4:14,30 min, 23. August 2018 in Trier